# Ferrari 812 Superfast
De Ferrari 812 Superfast is een Gran Turismo met achterwielaandrijving, geproduceerd door de Italiaanse sportwagenfabrikant Ferrari. De auto werd in 2017 geïntroduceerd op de Autosalon van Genève. De 812 Superfast is de opvolger van de F12berlinetta. De motor is de krachtigste atmosferische Ferrari 12 cilinder ooit. De motor heeft 800 pk en 718 nm koppel. Hij gaat van 0-100 in 2,9 seconden en naar 200 km/h in 7,8 seconden, de topsnelheid is 340 km/h.